# Kari Sajavaara
Kari Antero Sajavaara (ur. 18 stycznia 1938 w Pieksämäki, zm. 24 października 2006 w Jyväskylä) – fiński językoznawca. Zajmował się socjolingwistyką, planowaniem językowym, komunikacją i dyskursem międzyjęzykowym oraz akwizycją językową. W początkowym okresie swojej działalności wydawał także prace filologiczne i literaturoznawcze.
W 1965 roku uzyskał licencjat na Uniwersytecie Helsińskim, a w 1967 roku uzyskał doktorat. Do 1969 roku był asystentem naukowym w Akademii Finlandii, a następnie objął stanowisko profesora nadzwyczajnego na Uniwersytecie w Jyväskylä. Stanowisko to piastował przez 37 lat. W 1979 roku został profesorem zwyczajnym.

## Wybrana twórczość
- Imagery in Lawrence Durrell’s Prose (1975)
- Spoken English: Perception and Production of English on a Finnish-English Contrastive Basis. (1977, współautorstwo)
- Contrastive Papers (1977, współautorstwo)
- Soveltava kielitiede (1980)
- Cross-Language Studies 1–2 (1983)
- Applications of Cross-Language Analysis (1987)